# Gordon Ritchie
Pour les articles homonymes, voir William Ritchie et Ritchie.
William Gordon Ritchie (27 septembre 1918-20 novembre 1998,) est un homme politique canadien du Manitoba. Il est député fédéral progressiste-conservateur de la circonscription manitobaine de Dauphin de 1968 à 1980.

## Biographie
Né à Dauphin au Manitoba, Ritchie étudie la médecine l'école de médecine de l'université de St Andrews en Écosse.